# Нуса (река, впадает в Коралловое море)
Ну́са (англ. Noosa River) — река в регионе Саншайн-Кост, Юго-Восточный Квинсленд, Австралия. Площадь водосборного бассейна — 1948 км².

## Описание
Общее направление течения — с севера на юг. В нижнем течении Нуса образует озёра Кутараба, Кулула, Комо, Куройба, Уэйба и Донелла; протекает по территории национального парка Грейт-Сэнди; там же, в нижнем течении, на реке стоят населённые пункты (от истока к устью) Борин-Пойнт, Куройба, Нуса-Норт-Шор, Теуантин, Нусавилл и Нуса-Хедс. Основные притоки: Кин-Кин-Крик и Тиуа-Крик. Основные острова: Гоут, Шип, Мейкпис. Площадь последнего составляет около 0,15 км², с мая 2003 года он находится в собственности предпринимателя Ричарда Брэнсона, который купил его за 2,86 миллиона долларов, планируя устроить там курорт люкс-класса, несмотря на протесты общественности. По данным 2008 года на острове уже есть три виллы, бассейн, ландшафтные сады, теннисный корт и двухэтажная кухня.
У города Теуантин через реку действует круглогодичный паром.
По берегам реки во множестве селятся перелётные птицы, прибывающие сюда на зимовку за многие тысячи километров, с Аляски и из Азии: их единовременное количество оценивается в 40 000 особей 43 видов.
На реке широко развит туризм.

## История
С середины 1960-х годов южная часть устья реки стала активно застраиваться в связи с резким ростом городов Нусавилл и Нуса-Хэдс. Эта активность привела к образованию обширных, более полутора километров в длину, песчаных отмелей в устье, к почти полному уничтожению пляжа на северном берегу устья.
В 2007 году в Нусе были обнаружены жертвы редкой мутации — двухголовый ихтиопланктон; виновато в этом, скорее всего, химическое загрязнение реки, вызванное работой фабрики по обработке орехов макадамия. Расследование дела было остановлено в 2010 году без указания виновных.